# Gubernatorstwo Badża
Gubernatorstwo Badża (arab. ولاية باجة, fr. Gouvernorat de Béja) – jest jednym z 24 gubernatorstw  Tunezji, znajdujące się w północnej części kraju.